# Moviment Social d'Emancipació Catalana
El Moviment Social d'Emancipació Catalana (MSEC) fou un grup polític creat el novembre de 1940 per un grup de catalans exiliats a Mèxic escindits del PSUC a causa de la seva subordinació a les directrius marcades pel PCE i com a reacció al Pacte Mólotov-Ribbentrop l'agost de 1939. Ben aviat se li uniren militants procedents d'altres organitzadors com Estat Català, USC o la UGT.
Entre els fundadors hi havia Miquel Serra Pàmies, Víctor Colomer i Jaume Camps i Illa (PSUC), Miquel Ferrer Sanxis, Joan Fronjosa i Salomó, Rossend Cabré i Joan Gilabert Romagosa (UGT), Felip Barjau, Àngel Estivill, Ramir Ortega, Josep Soler i Vidal, Abelard Tona i Nadalmai (EC) i Salvador Vidal Rosell (UGT), però el veritable motor era Manuel Serra i Moret. Tots ells havien signat un manifest dirigit "als militants del PSUC i als treballadors de Catalunya".
L'ideari del partit consistia a donar suport a la independència de Catalunya i, per primer cop en una organització política, la unitat nacional dels Països Catalans. També aplegava reivindicacions de l'ideari socialista com la nacionalització de la banca, dels serveis públics i de les mines, una distribució justa de la terra, la creació d'un gran sindicat català, la formació d'un exèrcit català, i signar acord amb grups que reivindiquessin el mateix que ells a la resta de l'Estat espanyol (cosa que es concretaria poc després en el pacte Galeusca). Totes aquestes reivindicacions pretenien aplegar militants catalanistes procedents del socialisme i del nacionalisme, de manera que signaren un manifest amb el Grop Nacionalista Radical el més bel·ligerant dels partits i grups dels catalans d'Amèrica, per tal d'atraure suport econòmic de les comunitats catalanes d'Amèrica.
D'antuvi el seu butlletí oficiós era Informacions de Catalunya, dirigit per Lluís Aymamí i Baudina, Tísner i Pere Matalonga. El gener de 1942 fundaria el seu propi Butlletí d'Informació del MSEC, del que en sortirien tres números.
El març del 1941 els dirigents del grup, encapçalats per Manuel Serra i Moret (aleshores exiliat a l'Argentina), Marià Martínez i Cuenca i l'escriptor Joan Sales i Vallès (exiliat a la República Dominicana) signaren el manifest "A tots els treballadors catalans dispersos pel món. A tots els obrers i camperols de Catalunya", que significarà la transformació del MSEC en un nou partit polític, el Partit Socialista Català, que comptava amb grups de suport i simpatitzants no sols a Amèrica (Argentina, Xile, Mèxic, Colòmbia) sinó també a França i la Gran Bretanya.
El 1953 participaren en la Primera Conferència Nacional Catalana, però amb els temps els militants més nacionalistes s'anaren diluint dins el Consell Nacional Català, mentre que els socialistes s'integraren en el Moviment Socialista de Catalunya.